# Pierre Rostini
Pierre Rostini, né le 2 mars 1920 à Paris 12e et mort dans la même ville (Paris 18e) le 8 avril 2010, est un journaliste et éditeur français impliqué dans le sport universitaire, l'anticommunisme et la francophonie.

## Biographie
Fils de Dominique Rostini, agent de la Compagnie des chemins de fer de l'Est et d'Angèle Toussainte Villanova, François, Marie, Pierre, Michel  Rostini, né le 2 mars 1920 à Paris, fait ses études secondaires au collège Fesch d’Ajaccio. En 1939, il est instituteur puis maître d’internat à Bastia avant d’occuper la même fonction, de 1940 à 1944, à Tarascon et Aix-en-Provence où il obtient une licence ès lettres. Il enseigne à Paris au Centre national d’enseignement par correspondance (CNEC) en 1945 et 1946 puis s’engage comme cadre administratif à la Société chimique routière et d'entreprise générale (SCREG) de 1948 à 1950 avant de devenir journaliste en 1950. Le 6 mars 1956 il épouse Jeanne Rostini et le couple a deux enfants (Dominique et Christine). Pierre Rostini meurt le 8 avril 2010 dans le 18e arrondissement de Paris,.

### La Résistance et le syndicalisme étudiant
Étudiant à l'université d'Aix-en-Provence, il y est élu président de l'association des étudiants en 1943 puis commissaire aux comptes de l'Union nationale des étudiants de France (UNEF). Engagé dans la Résistance, il se retrouve en novembre 1944 secrétaire général de l'Union patriotique des organisations étudiantes (UPOE) qui regroupe les organisations politiques et confessionnelles issues de la Résistance et au congrès extraordinaire de l'UNEF il est nommé vice-président général et président de la commission d'épuration. Il représente l'UNEF en 1945 au congrès mondial de la jeunesse à Londres et dirige la délégation française au rassemblement international des étudiants à Prague le 17 novembre 1945 où il contribue à la création de l'Union internationale des étudiants (UIE) qu'il préside jusqu'en 1946. Pierre Rostini est président d'honneur de l’UNEF et en préside l'Association des anciens de 1989 à sa mort.

### L'engagement anticommuniste dans la Guerre froide
Après son engagement étudiant, Pierre Rostini rejoint ensuite l'officine anticommuniste Paix et Liberté où il devient l'adjoint de Jean-Paul David.  Il s'occupe particulièrement des relations avec les agences de communication et les imprimeurs. Il participe aussi, avec Henri Barbé, à la tentative de créer une scission titiste au sein du Parti communiste français au début des années 1950 avec le soutien à la création du bulletin Unir auquel il apporte un soutien matériel et la mise à disposition d'une secrétaire.
Il succède à Jean-Paul David en 1956 lorsque Paix et Liberté devient le Comité national d’information pour la démocratie française. A l'échelle européenne, il siège à la direction du Comité international d’information et d’action sociale (CIAS), formé en 1956, héritier du comité européen Paix et Liberté et dirigé par des Allemands. Le comité dirigé par Rostini en France n'a pas l'importance que Paix et Liberté a pu avoir au début des années 1950. Il continue le combat anticommuniste notamment à destination de l'Afrique avec le soutien du Service de documentation extérieure et de contre-espionnage (SDECE) puis du gouvernement de Michel Debré et est en relation avec l'organisation européenne Interdoc.

### Le journalisme et la francophonie
Journaliste à partir de 1950, il dirige la revue d'étude sociale politique et économique Ésope qui parait de janvier 1954 à 1999. Boris Souvarine y collabore. Rostini collabore d'ailleurs avec l'Institut d'histoire sociale où il développe des liens avec le milieu syndical, notamment avec les dirigeants de Force ouvrière.
Il publie à destination de pays africains, en collaboration avec Bernard Nantet, les journaux pour enfants Kouakou, magazine distribué gratuitement dans les écoles d’Afrique et qui s’adresse aux jeunes de 8 à 12 ans (1966), Calao (1974) et le journal L’Écho de l’Afrique (1986). Il développe des relations éditoriales avec plusieurs pays africains et s'implique dans la défense de la francophonie.

## Le sport universitaire
Il organise, comme commissaire général, les IXe jeux universitaires de Paris au stade Charléty en 1947. On lui doit également à cette époque la réintégration de l'l'Office du sport scolaire et universitaire (OSSU) à l'UNEF.
Vice-président du Paris université club de 1956 à 1982, Pierre Rostini devient en 1961 le premier président de l’Union nationale des clubs universitaires (UNCU) et le reste jusqu’en 1995. Il conserve jusqu'à sa mort la présidence d’honneur des deux institutions ; il est également membre du comité de direction de la Fédération nationale du sport universitaire (FNSU) à sa création.

## Autres engagements
Pierre Rostini est également :
- membre du Haut comité de la langue française, du Comité consultatif de la langue française et du bureau du syndicat de la presse culturelle et scientifique
- cofondateur du jury du prix littéraire Aujourd'hui, fondé par des journalistes en 1962 ;
- membre fondateur en 1950 du Comité français Pierre-de-Coubertin, il accède à sa présidence en 1990 puis à la présidence d'honneur à son départ en 2007 ;
- membre fondateur de l'Académie nationale olympique française (ANOF) en 1994.

## Publications
Pierre Rostini, La recherche de la performance : jeux et enjeux, Pessac, Maison des Sciences de l'Homme d'Aquitaine, coll. « Les Cahiers de l'Université sportive d'été », 1995, 212 p. (ISBN 978-2-85892-107-2).

## Décorations
Pierre Rostini est : 
- officier de la Légion d'honneur ;
- chevalier des Palmes académiques ;
- chevalier des arts et des lettres ;
- médaille d’or de la jeunesse et des sports ;
- commandeur de l'Ordre national de la Côte d'Ivoire ;
- officier de l'Ordre de l'étoile équatoriale du Gabon.